# Broučci (opera)
Broučci je opera pro velké i malé diváky českého skladatele Jana Jiráska. Libreto na motivy stejnojmenné knihy Jana Karafiáta z roku 1876 napsal Tomáš Jarkovský. 

## Provedení opery
Premiéra se odehrála v Divadla Josefa Kajetána Tyla v Plzni 12. října 2019. Na jevišti se udržela do listopadu 2021.
Dne 12. ledna 2020 operu uvedl soubor Divadla Josefa Kajetána Tyla ve Stavovském divadle v Praze, v rámci festivalu Opera 2020.

## Vznik
Opera byla napsána přímo na objednávku plzeňského divadla. Sám skladatel k volbě námětu řekl: „Důvod, proč jsem si zvolil Karafiátovy Broučky, je následující. Tomáš Pilař mi dal na výběr ze čtyř námětů, z nichž Broučci mi byli nejsympatičtější. Život broučků je totiž úplně obyčejný, až postupem času se přirozeným vývojem dostávají k řešení závažných otázek.“ 
Kromě sólistů, posíleného operního sboru a souboru baletu v opeře účinkovala i řada dětí z Dětského sboru DJKT a Baletní školy DJKT. Inscenaci opery režíroval Tomáš Ondřej Pilař, který ji, i v duchu původního námětu, pojal jako meditaci o konečnosti lidského života.

## Postavy a první obsazení
| osoba                       | hlasový obor  | premiéra (12. 10. 2019) |
| --------------------------- | ------------- | ----------------------- |
| Brouček                     | tenor         | Michal Bragagnolo       |
| Malý Brouček                | dětský soprán | Anna Flajšmanová        |
| Beruška                     | soprán        | Zuzana Kopřivová        |
| Malá Beruška                | dětský soprán | Jana Štruncová          |
| Maminka                     | soprán        | Ivana Veberová          |
| Tatínek                     | bas           | Jiří Hájek              |
| Janinka                     | mezzosoprán   | Jana Foff Tetourová     |
| Kmotřička                   | mezzosoprán   | Ivana Klimentová        |
| Kmotříček / Farář           | bas           | Jan Hnyk                |
| Verunek, dospělý            | baryton       | Vojtěch Jansa           |
| Verunka                     | dětský soprán | Viktorie Vítová         |
| Verunek, dítě               | dětský soprán | Šimon Prokop            |
| Broučci a berušky           |               |                         |
| Dirigent: Jiří Štrunc       |               |                         |
| Režie: Tomáš Ondřej Pilař   |               |                         |
| Výprava: Petr Vítek         |               |                         |
| Kostýmy: Dana Haklová       |               |                         |
| Choreografie: Martin Šinták |               |                         |